# Корзун, Виталий Наумович
Корзун Виталий Наумович (20 декабря 1937 года) — главный научный сотрудник лаборатории профилактики алиментарно-зависимых заболеваний ГУ «Институт Общественного Здоровья имени А. Н. Марзеева Национальной академии медицинских наук Украины», доктор медицинских наук, профессор. Изучает проблемы профилактики и лечения йододефицитных заболеваний, разработал препараты и диетические добавки для предотвращения и ускорения выведения радионуклидов из организма, методику дезактивации молока, сока, грибов, овощей от радионуклидов цезия.

### Биография
Родился 20 декабря 1937 года в Житомирской области. В 1967 году с отличием закончил Киевский медицинский институт. Работал главным санитарным врачом Козелецкого района Черниговской области. Учился в целевой аспирантуре Ленинградского НИИ радиационной гигиены, где в 1971 году защитил кандидатскую диссертацию. С 1974 года занимал должность доцента кафедры гигиены питания Киевского института усовершенствования врачей.
После аварии на Чернобыльской АЭС Виталий Корзун создал и возглавил лабораторию радиационной гигиены питания во всесоюзном центре радиационной медицины Академии медицинских наук СССР, которая в 2003 году вошла в состав Института гигиены и медицинской экологии им. А. Н. Марзеева НАМН Украины.

### Научная деятельность
Изучает проблемы профилактики и лечения йододефицитных заболеваний. Разработал препараты и диетические добавки для предотвращения и ускорения выведения радионуклидов из организма. Виталий Наумович доказал, что лучшим методом профилактики йододефицитных заболеваний есть использование в пищу продуктов моря, рыбы, моллюсков, водорослей. Внедрена диетическая добавка из водорослей «Вертера».
Впервые предложил ряд натуральных и химических соединений и их комплексов, которые на 95-97 % уменьшают накопление цезия и на 88-90 % стронция в организме животных при длительном (2 года) введении радионуклидов с едой. Под его руководством ученые Киева и Москвы разработали способ дезактивации свежего молока (содержание цезия уменьшено в 10 раз), а также соков, грибов, овощей, который успешно апробирован в двух тысячах домохозяйствах.
Подготовил 3-х докторов и 10 кандидатов наук. Виталий Наумович плодотворно сотрудничает в ряде научных, общественных организаций, является председателем Проблемной комиссии МЗ и Национальной академии медицинских наук Украины" «Гигиена питания», комиссии по нормированию и регламентированию химических и биологических веществ в продуктах питания, комитета по вопросам гигиенического регламентирования, член редакционного совета журнала «Окружающая среда и здоровье». Автор и соавтор более 565 научных работ, 50 авторских свидетельств и патентов на изобретения.

### Награды
- Благодарность Кабинета Министров Украины (2007)
- Почетная грамота Верховной Рады Украины (2013)
- Грамота Министерства здравоохранения Украины (2002)
- Грамота Президиума академии медицинских наук Украины (2011)
- Грамота Министерства чрезвычайных ситуаций (2001)
- Знак «Отличник охраны здоровья»
- Грамота за победу на всеукраинском конкурсе инновационных технологий (2006)
- Дипломант Всеукраинского конкурса «Изобретение года 2011» (2012)
- Дипломант Международного конкурса инвестиционных и инновационных проектов (2012)
- Диплом почетного профессора Тверской государственной медицинской академии (2008)
- Грамота Министерства Украины по вопросам чрезвычайных ситуаций и делам защиты населения от последствий Чернобыльской катастрофы (2001)